# San Sulpicio de Bulaternera
La iglesia de San Sulpicio de Bulaternera es un edificio religioso románico francés de la localidad de Bulaternera (en francés, Bouleternère), en la región de los Pirineos Orientales, en el área catalana de Languedoc-Rosellón.

## Características
La iglesia románica medieval original, construida entre los siglos X y XII, tiene algunos elementos góticos, como es el caso de la bóveda apuntada sobre su única nave, que concluye sin ábside. Se ubica en el centro del casco antiguo de la localidad.
En el año 1981 un rayo cayó sobre el edificio y provocó un incendio que le causó importantes desperfectos.<ref>http://vieuxpapierspo.blogspot.fr/2014/01 /incendie-de-leglise-de-bouleternere-en.html Vieux papiers des Pyrénées-Orientales,  Incendio de la iglesia de Bulaternera en el año de 1981 , 29 de enero de 2014</ ref>

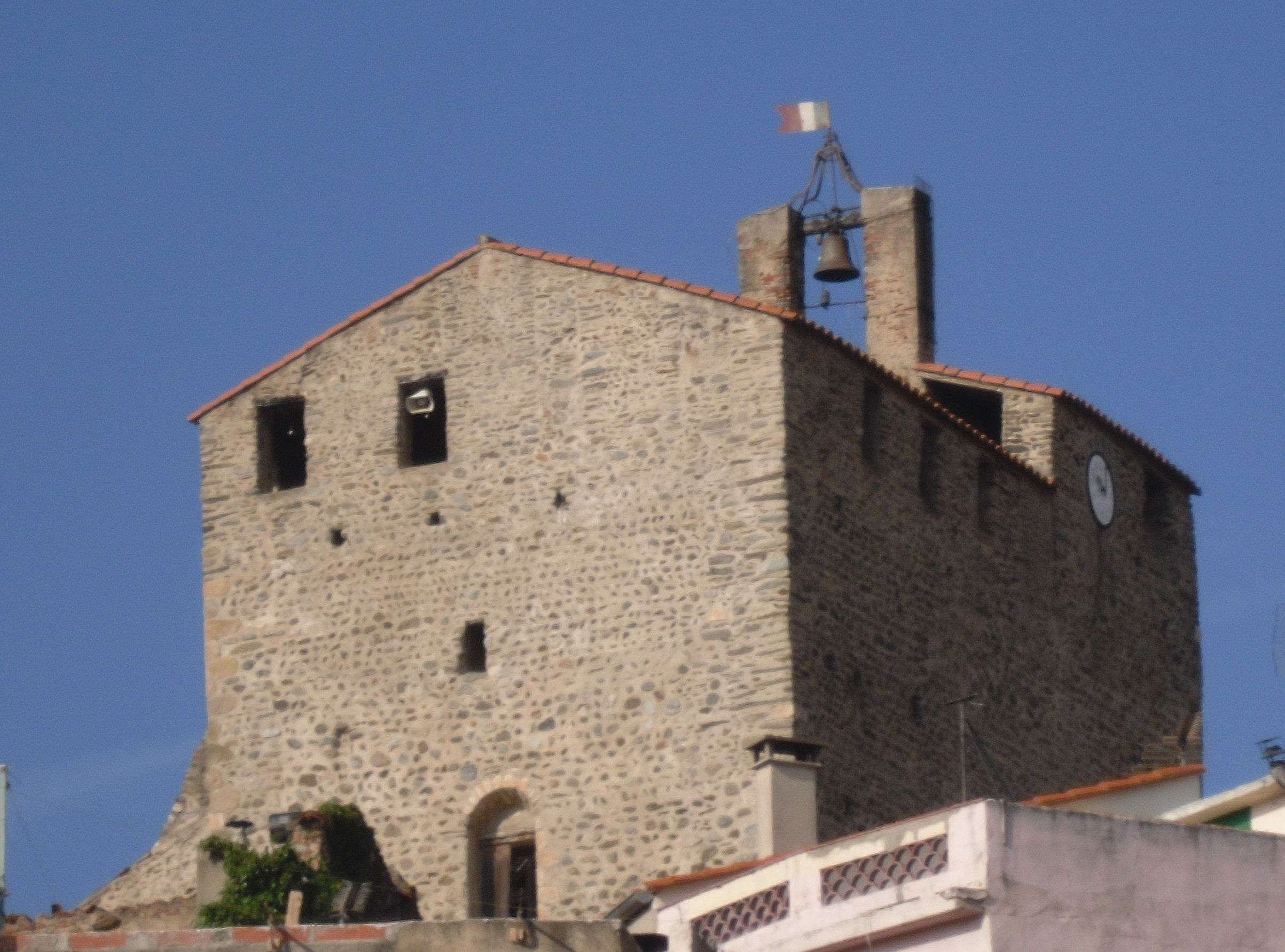
Imagen de la zona izquierda del edificio